# PV-Triathlon Witten
PV-Triathlon Witten ist ein 1987 von sieben Gründungsmitgliedern in Witten gegründeter Triathlonverein.
Im Rahmen der Pflege kultureller Aktivitäten mit der französischen Partnerstadt von Witten, Beauvais, entstand im Sommer 1987 die Idee, in Witten anlässlich des SPD-Festes auf dem Hüllberg einen Triathlonwettkampf zu organisieren. Die Begeisterung für den 1. Wittener Triathlon am 5. Juli 1987 führte noch in der darauffolgenden Woche zur Gründung des PV-Triathlon Witten. Die Abkürzung „PV“ erinnert an den in der Pflege der Städtepartnerschaft aktiven Partnerschaftsverein. Aus den sieben Gründungsmitgliedern entwickelte sich einer der erfolgreichsten Triathlonvereine Deutschlands. Die Mitgliederzahl überschritt 2003 erstmals die Marke von 550 aktiven und passiven Mitgliedern und liegt stabil bei über 700.
Seit 2007 veranstaltet der PV-Triathlon Witten den Ruhrtalmarathon, 2014 nahmen 490 Läufer daran teil.

## Erfolge
| Saison                                                                                                 | Liga               | Platz |
| --- | ------------------ | ----- |
| 1996                                                                                                   | 1. Bundesliga      | 1.    |
| 1997                                                                                                   | 1. Bundesliga      | 1.    |
| 1998                                                                                                   | 1. Bundesliga      | 1.    |
| 1999                                                                                                   | 1. Bundesliga      | 1.    |
| 2000                                                                                                   | 1. Bundesliga      | 1.    |
| 2001                                                                                                   | 1. Bundesliga      |       |
| 2002                                                                                                   | 1. Bundesliga      | 2.    |
| 2003                                                                                                   | 1. Bundesliga      | 2.    |
| 2004                                                                                                   |                    |       |
| 2005                                                                                                   |                    |       |
| 2006                                                                                                   |                    |       |
| 2007                                                                                                   | NRW-Liga           | 1.    |
| 2008                                                                                                   | 2. Bundesliga Nord | 2.    |
| 2009                                                                                                   | 1. Bundesliga      | 9.    |
| 2010                                                                                                   | 1. Bundesliga      | 8.    |
| 2011                                                                                                   | 1. Bundesliga      | 6.    |
| 2012                                                                                                   | 1. Bundesliga      | 6.    |
| 2013                                                                                                   | 1. Bundesliga      | 10.   |
| 2014                                                                                                   | 1. Bundesliga      | 11.   |
| 2015                                                                                                   | 1. Bundesliga      | 12.   |
| Anmerkung: Eine grün unterlegte Saison kennzeichnet einen Aufstieg, eine rot unterlegte einen Abstieg. |                    |       |

| Saison                                                                                                 | Liga               | Platz |
| --- | ------------------ | ----- |
| 1996                                                                                                   | 1. Bundesliga      | 2.    |
| 1997                                                                                                   | 1. Bundesliga      |       |
| 1998                                                                                                   | 1. Bundesliga      | 1.    |
| 1999                                                                                                   | 1. Bundesliga      | 1.    |
| 2000                                                                                                   | 1. Bundesliga      | 1.    |
| 2001                                                                                                   | 1. Bundesliga      | 1.    |
| 2002                                                                                                   | 1. Bundesliga      | 2.    |
| 2003                                                                                                   | 1. Bundesliga      | 2.    |
| 2004                                                                                                   |                    |       |
| 2005                                                                                                   |                    |       |
| 2006                                                                                                   |                    |       |
| 2007                                                                                                   | 2. Bundesliga Nord | 3.    |
| 2008                                                                                                   | 2. Bundesliga Nord | 3.    |
| 2009                                                                                                   | 1. Bundesliga      | 9.    |
| 2010                                                                                                   | 1. Bundesliga      | 7.    |
| 2011                                                                                                   | 1. Bundesliga      | 6.    |
| 2012                                                                                                   | 1. Bundesliga      | 5.    |
| 2013                                                                                                   | 1. Bundesliga      | 7.    |
| 2014                                                                                                   | 1. Bundesliga      | 11.   |
| 2015                                                                                                   | 1. Bundesliga      | 9.    |
| Anmerkung: Eine grün unterlegte Saison kennzeichnet einen Aufstieg, eine rot unterlegte einen Abstieg. |                    |       |

Als ASICS Team Witten konnte das Männer-Team die ersten fünf Jahre in Folge nach Gründung der Triathlon-Bundesliga 1996 als Saisonsieger und Deutscher Mannschaftsmeister abschließen, in 2002 und 2003 wurde das Team jeweils Vize-Meister. Das Frauen-Team gehörte ebenfalls zu den Gründungsmitgliedern der Triathlon-Bundesliga und schloss die erste Saison 1996 als Vize-Meister ab, von 1998 an wurden die Frauen viermal in Folge Meister und sowohl 2002 wie auch 2003 Vize-Meister.
Im Herbst 2003 spaltete sich eine große Gruppe Triathleten, darunter der damalige Bundesliga-Kader, vom PV-Triathlon Witten ab und gründete das Triathlon Team Witten (TTW), das auch das Startrecht in der Triathlon-Bundesliga erhielt. Das TTW schloss sich später als Abteilung der TG Witten an. Eine neue, vom neuen Vorstand des PV-Triathlon Witten aufgebaute Mannschaft konnte allerdings in einem Durchmarsch innerhalb kurzer Zeit wieder ihren Platz in den obersten deutschen Triathlonligen finden. Seit 2009 sind sowohl bei den Männern als auch bei den Frauen wieder je ein Team in der 1. Triathlon-Bundesliga vertreten.
Im November 2017 gaben PV-Triathlon Witten und TTW bekannt, ab der Saison 2018 im gesamten Ligabereich wieder gemeinsame Teams stellen zu wollen.